# Guido Girardi
Guido Girardi Lavín (Cerro Navia, Santiago, 24 de enero de 1961) es un político chileno militante del Partido por la Democracia (PPD) y médico egresado de la Universidad de Chile. Fue senador de la República por la Región Metropolitana de Santiago (2006-2022).
Ha sido un fuerte defensor de la institucionalización del desarrollo científico y tecnológico en Chile, siendo partícipe de la creación del Ministerio de Ciencia, Tecnología, Conocimiento e Innovación en 2018, como también ha desarrollado espacios de difusión científica, siendo el fundador de Congreso Futuro, el evento de esta temática más grande de Latinoamérica. Desde abril de 2022 se desenvuelve como vicepresidente ejecutivo la Fundación Encuentro del Futuro.
Inició su carrera política siendo dirigente estudiantil universitario durante la dictadura militar chilena, posteriormente fue nombrado director del Servicio de Salud Metropolitano del Ambiente durante 1992 y 1993.
Fue diputado de la República durante tres periodos consecutivos, entre los años 1994 y 2006, siendo en su primer periodo el diputado que obtuvo en las elecciones parlamentarias de 1993 la mayor cantidad de votos a nivel nacional. Desde marzo de 2006 hasta marzo de 2022, se desempeñó durante dos periodos consecutivos, como senador por la circunscripción electoral n.º 7 correspondiente a Santiago; durante su primer periodo, fue elegido presidente del Senado, cargo que ejerció entre marzo de 2011 y marzo de 2012, y luego fue vicepresidente en el periodo 2017-2018.
En su labor como congresista, apoyó medidas populares, así como también se especializó en políticas de salud pública —como la «Ley sobre composición nutricional de los alimentos y su publicidad» o sus críticas hacia las Administradoras de fondos de pensiones— como también en políticas medioambientales —como es el proyecto de ley de protección de glaciares o cuando propuso establecer la figura del delito ambiental—, y la reforma constitucional que otorga neuroderechos a los habitantes del país. Su trabajo lo llevó a ser reconocido nacional como internacionalmente.
Entre otras cosas, durante su carrera política, ha estado involucrado en diversos hechos controversiales públicos.

## Vida personal
Guido Girardi Lavín nació el 21 de enero de 1961 en Santiago. Es hijo de Rosa Eugenia Lavín Araya y el médico Guido Girardi Brière, quien fue diputado por la Región Metropolitana (PPD), al igual que su abuelo el Dr. Treviso Girardi Tonelli ejerció como médico y fue alcalde de Quinta Normal. Es hermano de la diputada Cristina Girardi Lavín (PPD) y de Dino Girardi Lavín, concejal por la Municipalidad de Lo Prado en periodo 2004-2016.
Sus estudios primarios y secundarios los realizó en el Colegio Alianza Francesa, donde fue reconocido por sus habilidades atléticas a través del galardón de "mejor deportista" los años 1977 y 1978, específicamente destacó en el lanzamiento de jabalina. Además ha demostrado un gran interés por el cine y la fotografía.
Ingresó a estudiar medicina en 1980 en la Facultad de Medicina de la Universidad de Chile, donde obtuvo su título de médico cirujano y posteriormente inició un programa de magíster en Salud Pública con mención en epidemiología que no terminó; además posee estudios y experiencia de trabajo como médico pediatra. Mientras se hallaba en la universidad formó parte de la selección de voleibol y fue presidente del Centro de Alumnos de Medicina entre 1984 y 1986.
En marzo de 2020 apareció en el programa La divina comida, donde ofreció una cena a los otros participantes del episodio. Su participación llamó la atención de los espectadores y a las redes sociales debido a la gran colección de figuras religiosas que decoran las paredes del inmueble.

### Matrimonio e hijos
Está casado desde 1994 con Paula Echeñique, concejala por la comuna de Cerro Navia entre los años 2004 y 2008. Es padre de cuatro hijos: Antonia, Luciano, Doménico y Elisa.

## Vida política

### Década de 1980
Su trayectoria política se inició en sus tiempos de estudiante universitario, donde fundó el movimiento ecologista «Pehuén». Entre 1984 y 1986, ejerció como presidente del Centro de Alumnos de Medicina de la Universidad de Chile. Su ideario se enmarcaba en el ámbito de la izquierda no tradicional, cultivando un perfil anticomunista —marxista-leninista y fascismo de izquierda— y antipinochetista. Años después ese ideario sería clave en la fundación del Partido por la Democracia, que ayudó a fundar.
Entre 1983 y 1985 trabajó como secretario ejecutivo del Departamento de Arte y Cultura del Colegio Médico, además de ser editor del Boletín Pediátrico del Hospital Dr. Exequiel González Cortés. En 1986 ingresó al Partido Socialista, siendo subsecretario de la juventud del senador Ricardo Núñez (PS) y, posteriormente miembro de su comisión política. En 1987, firmó el acta fundacional del Partido por la Democracia, agrupación política en la que fue el primer vicepresidente.
En 1989 postuló como diputado por el distrito 23 —Las Condes, Lo Barnechea, Vitacura— para las elecciones parlamentarias de 1989 perdiendo las elecciones y saliendo ganadoras Evelyn Matthei (RN) y Eliana Caraball (DC).

### Década de 1990
En 1990, ingresó a trabajar al Departamento de Planificación del Ministerio de Salud. Fue director del Servicio de Salud Metropolitano del Ambiente entre 1992 y 1993, durante el gobierno del presidente Patricio Aylwin. En este cargo se desempeñó como un duro fiscalizador de empresas de alimentos y restaurantes. Su labor llamó la atención de los medios de prensa nacional, ya que incluyó las clausuras de conocidos restaurantes capitalinos e industria contaminante, cierres de mataderos, frigoríficos y decomisos de miles de tarros de conserva que se encontraban vencidos que violaban códigos sanitarios y ambientales. En esa década tuvo un pequeño espacio de difusión científico-ambiental en un matinal del canal de televisión La Red.
En las elecciones parlamentarias de 1993 se presentó a diputado por el distrito 18 —Cerro Navia, Lo Prado y Quinta Normal— de la Región Metropolitana, donde obtuvo la primera mayoría distrital con un 42,69 % de los votos.  Es en estas elecciones que además logra obtener la mayor cantidad de votos a nivel nacional.
El 10 de enero de 1997 su gestión como diputado se vio interrumpida por un accidente automovilístico, cuando se dirigía hacia la comuna de Navidad para recolectar muestras y estudiar la contaminación del lago Rapel cumpliendo su labor legislativa. Debido a un descuido, el vehículo termina chocando de frente con un camión. Girardi fue trasladado de urgencia hasta el Hospital Clínico de la Fuerza Aérea de Chile. El accidente lo dejó con severas contusiones, que obligaron a someter al diputado a cuatro cirugías invasivas. Luego de las intervenciones, fue dado de alta el 8 de febrero de ese año. Una década después, en 2007 se confirmó que tuvo un meningioma de aproximadamente 1,5 cm de largo en ambos lóbulos cerebrales.
Al recuperarse de su accidente automovilístico ocurrido en 1997, continuó su labor parlamentaria siendo reelecto el mismo año con un 65,92 % de los votos, convirtiéndose nuevamente en el diputado más votado del país.

### Década de 2000
En el año 2000 fue elegido presidente del partido político Partido por la Democracia, estando en este cargo hasta 2003. En 2001 se presentó a un tercer periodo en la Cámara siendo nuevamente reelecto, esta vez, con un 58,39 % de la votación distrital. Durante su labor como diputado integró las comisiones de Bienes Nacionales, Medio Ambiente y Recursos Naturales, de Salud y la comisión investigadora sobre la tala ilegal del Alerce.
A finales de mayo de 2002, trascendió que la mesa de la Cámara de Diputados presidida por la diputada Adriana Muñoz (PPD) habría destinado 3,8 millones para ser utilizados en el envío de 25 mil cartas a militantes del PPD, pidiendo apoyo a su candidatura para presidir el partido. Muñoz negó haber autorizado el envío de las cartas y acusó a Correos de Chile de cometer una irregularidad al ejecutar una orden que no tenía su firma.
La Unión Demócrata Independiente (UDI) acusó públicamente de malversación de fondos, pidiendo censura de la mesa de la Cámara y la intervención de la justicia. Finalmente el reelecto presidente del PPD ordenó devolver el dinero al contado, calificó como «un error del que se debe aprender» el uso del sistema de anticipos y asumió «la responsabilidad personal» de lo acontecido. Tras el mea culpa la UDI se desistió de la censura a la mesa. El caso fue asumido por el 16° Juzgado del Crimen de Santiago cuyo juez sobreseyó el proceso por no encontrar antecedentes que configuran un delito.
En octubre de 2003, Girardi se vio envuelto en uno de los mayores escándalos mediáticos chilenos: el Caso Spiniak. Un menor conocido como L.Z. llegó hasta el Palacio Ariztía afirmando tener información que, supuestamente, involucraba a parlamentarios de la UDI en una red de pedofilia. Lo escuchó un grupo de diputados PPD, entre ellos Girardi, quien facilitó su vehículo para que éste acudiera a una entrevista en TVN. Más tarde el parlamentario diría que lo hizo como «medida de protección», pero calificó el hecho como «un grave error». Adicionalmente, L.Z. dijo que él le ofreció un par de zapatillas de regalo, lo que el entonces diputado negó absolutamente. La UDI lo acusó en tribunales de estar tras «un montaje» en su contra. Las posteriores investigaciones en el caso revelaron que L.Z. había oído la información del caso Spiniak en la 48° Comisaría de Menores y se desdijo de las acusaciones contra Girardi. En febrero de 2004 el caso Spiniak se cerró sin políticos involucrados.
En agosto de ese mismo año un reportaje del programa «Contacto» de Canal 13 denunció supuestos vínculos del senador Girardi con el negocio de la basura, pues el abogado Marcelo Castillo, que lo asesoraba en temas medioambientales, también trabajaba para KDM, empresa recolectora que además le habría facilitado maquinaria para arreglar un camino hacia un terreno que compartía con otras personas en El Arrayán. Pese a que en el propio reportaje de Contacto Girardi aclaró que había contratado los servicios de otra empresa y mostró los cheques respectivos, en noviembre de ese año, parlamentarios de la UDI, con apoyo de algunos diputados DC, formaron una comisión investigadora del caso. El PPD defendió al senador señalando que era víctima de una operación política en su contra y se trataba de «una pasada de cuenta» de la UDI por el caso Spiniak y de la mesa DC, encabezada por Adolfo Zaldívar (DC), por los intentos de Girardi de desplazar a la DC. Finalmente la investigación se diluyó sin resolución alguna.
En las elecciones parlamentarias de 2005 se presentó como candidato a senador por la circunscripción electoral N.º 7, correspondiente a Santiago Poniente, donde obtuvo la primera mayoría electoral con una votación de un 35,30 % (439 903 votos). Asumió como senador en marzo de 2006, donde ha integrado las comisiones de Régimen Interno, Transporte, Medio Ambiente, Salud y la Comisión Desafíos del Futuro, Ciencia, Tecnología e Innovación.
En octubre de 2006 el Servicio Electoral (SERVEL) reveló que en la rendición de gastos de Girardi figuraban dos facturas —por 6 y 18 millones de pesos— entregadas por Publicam a los administradores de la campaña electoral de Girardi. Publicam era una empresa de papel que se hallaba sin domicilio ni socios y que era investigada por el caso Chiledeportes. Girardi atribuyó todo a un «error de forma» de su comando para «cuadrar la caja» y asumió la responsabilidad política por el uso de un subterfugio para dar soporte legal a trabajo informal de personas sin boletas.
Pese a que el Servicio de Impuestos Internos (SII) también desestimó la existencia de delito tributario, como Publicam aparecía en la investigación del caso Chile Deportes, el Ministerio Público designó a Iván Millán como fiscal exclusivo para indagar las rendiciones de boletas. Frente a las críticas, Girardi asumió su responsabilidad política por las anomalías incurridas frente del SERVEL, señalando que esos dineros se originaron de sus fondos privados y que la empresa fue utilizada para pagar algunos trabajos informales relacionados con su campaña; además, Publicam figuraba en el SII como vigente, por lo que no había forma real de evidenciar las irregularidades de esta.
El persecutor formalizó a Ricardo Farías, ex-administrador electoral de la campaña y a Girardi lo desvinculó del caso por no existir antecedentes para formalizarlo.

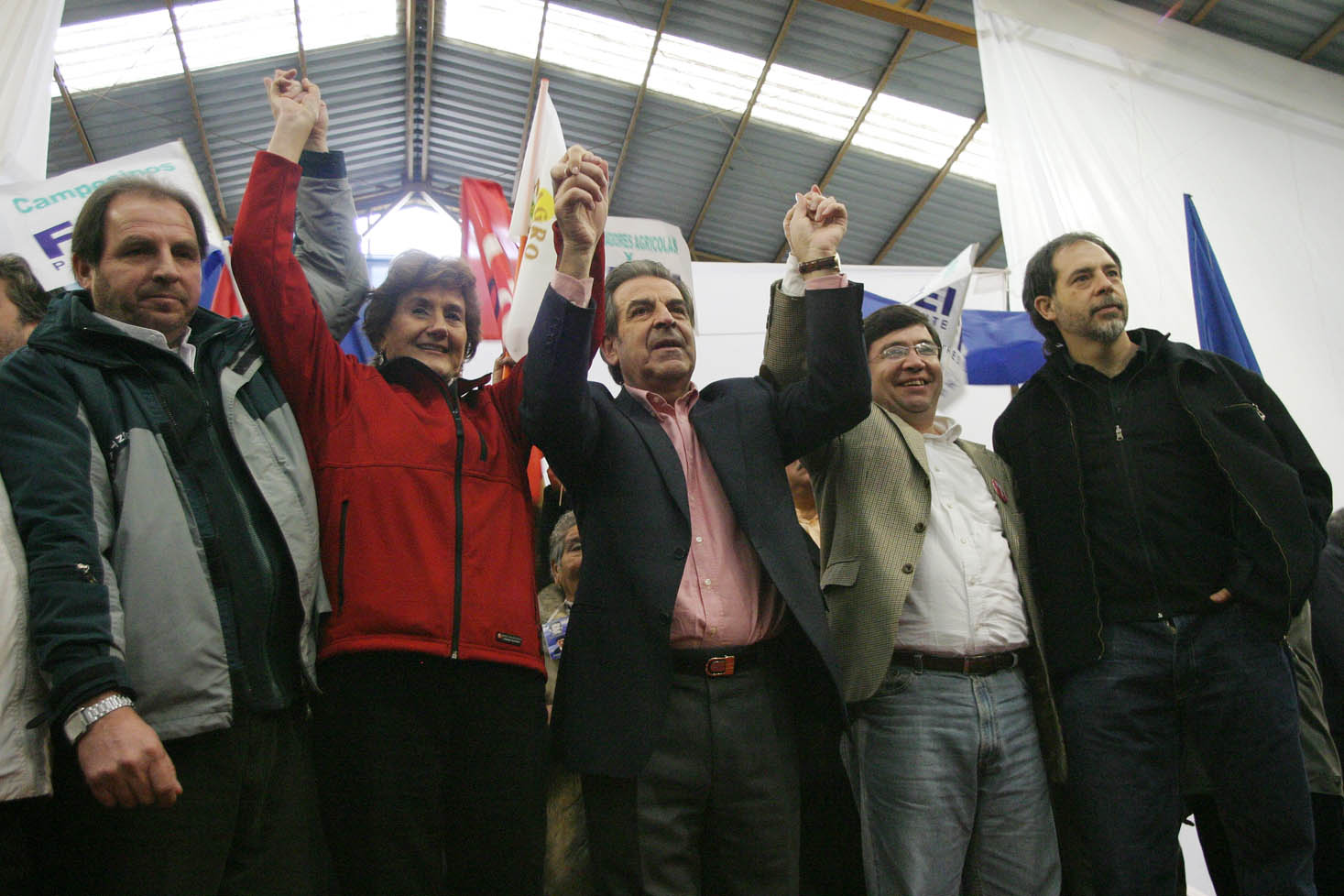
Senador Girardi junto con el candidato presidencial Eduardo Frei Ruiz-Tagle en la campaña electoral realizada en Cajón del Maipo durante 2009.

El 21 de marzo de 2007 vía moción de los senadores Guido Girardi, Carlos Kuschel (RN), Mariano Ruiz-Esquide (DC), Evelyn Matthei (UDI) y Carlos Ominami (PS) se presentó el proyecto de «Ley sobre composición nutricional de los alimentos y su publicidad», tomando en cuenta los datos de morbilidad asociados a los problemas de alimentación y las recomendaciones de la Organización Mundial de la Salud al respecto. Esta ley fue aprobada en 2012 y entró en total funcionamiento en 2019. Esta ley fue destacada a nivel nacional e internacional por especialistas en salud pública y organizaciones internacionales como la FAO.
El 19 de noviembre de 2008, dos cabos de Carabineros detuvieron en la Ruta 68 —a la altura de Curacaví— el vehículo del senador Girardi porque viajaba a 130 km/h rumbo al Congreso en Valparaíso, siendo que la velocidad máxima permitida en carretera es de 120 km/h. El conductor de Girardi exhibió la credencial, pero los funcionarios policiales no la tomaron en cuenta y tampoco –según el senador- detuvieron a una comitiva oficial que pasó en esos instantes a igual o mayor velocidad. El congresista se molestó por la diferencia de trato y llamó a la subsecretaria de Carabineros, Javiera Blanco, para denunciar una situación de «discriminación y maltrato» y pedirle que se aplique el mismo estándar a autoridades del Ejecutivo como a parlamentarios. Blanco transmitió la denuncia –«como lo habría hecho con cualquier otro ciudadano»- a las autoridades policiales y tras una investigación interna, ambos cabos recibieron una sanción administrativa menor por «deficiente atención a un conductor y a un pasajero», «falta de deferencia y cortesía» y por mentir al decir que no reconocieron al parlamentario por vidrios polarizados que el vehículo no tenía.
Aunque tanto Girardi como Blanco negaron haber pedido sanciones, la opinión pública consideró la situación como un abuso de poder y el senador debió entregar explicaciones en el Comité de Ética del Senado. El general director de Carabineros, Eduardo Gordon, resolvió levantar las sanciones a los funcionarios. Girardi calificó positivamente la medida, dijo entender la molestia ciudadana, y que su reacción fue «una torpeza» más que un abuso de poder.
En abril de 2009 en medio de la pandemia de gripe A (H1N1) que afectaba al mundo, el senador Girardi aseveró que «en algún momento va a llegar a Chile y hay que estar preparados», agregó que «si no se toman las medidas adecuadas, podrían haber hasta 100 mil muertos». Además, dijo que se debía tener un inventario suficiente de antivirales, llamó al Gobierno a pedirle a la Organización Mundial de la Salud que «libere patentes para producir genéricos a bajo costo» y exigió a los laboratorios «que no hagan negocio en un momento de crisis planetaria». La Presidenta Michelle Bachelet –a través de una cadena nacional- llamó a la prudencia y anunció la compra de 500 mil dosis extra de antivirales. Algunos medios, a través de columnas y editoriales, acusaron al senador de crear alarma pública. Girardi aclaró que su intención era advertir que «si no se toman medidas de prevención, en el peor de los casos se podría tener 100 mil personas con complicaciones y riesgo de morir».

### Década de 2010

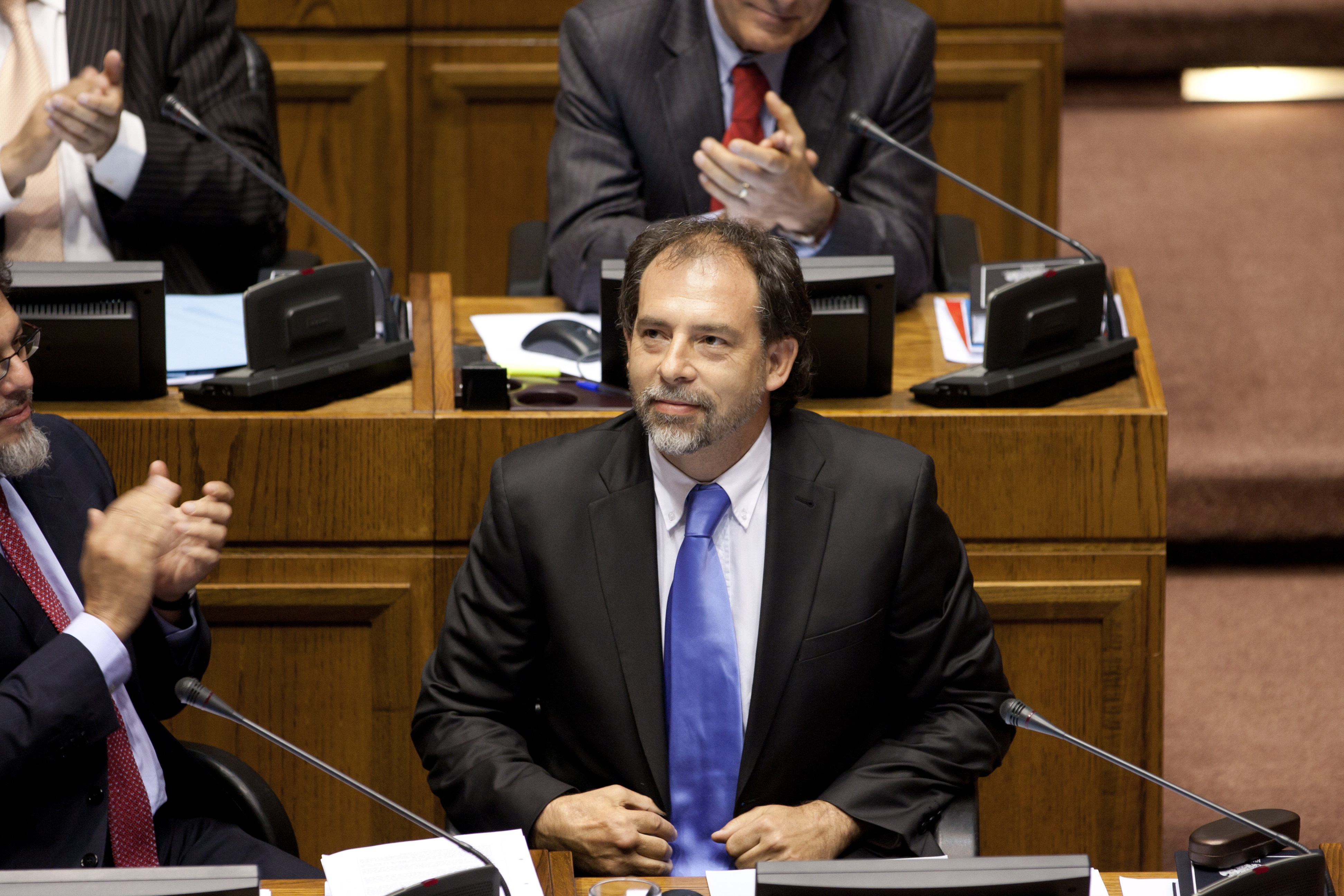
Guido Girardi al ser nombrado Presidente del Senado de Chile en marzo de 2011.

El 15 de marzo de 2011 fue elegido Presidente del Senado, ganándole a Francisco Chahuán (RN), con 18 votos contra 15. Fue cabeza del Senado hasta el 20 de marzo de 2012.
En septiembre de 2011 el senador presentó el proyecto de ley N.°20.660, la ley del Tabaco, que reformaba la existente normativa legal aumentando las restricciones al consumo, venta y publicidad del cigarro, siendo aprobada en 2013; esta ley modificó fuertemente la legislación del tabaco en el país.
Tres años después, en abril de 2012, el entonces ministro de Salud Jaime Mañalich responsabilizó los dichos de Girardi por la compra de «3 mil millones de pesos en antivirales al Laboratorio Roche» que nunca se utilizaron, y advirtió que eso era perseguible por el Estado. Girardi dijo que era una rabieta del ministro «porque [apoyaría] la demanda al Estado que presentarán pacientes con cáncer de mamas por la no entrega del medicamento Herceptin [,también de Roche] como se había comprometido el gobierno anterior».
En abril de 2012 el senador Girardi se vio involucrado en una nueva polémica luego que el diputado Fidel Espinoza (PS) publicara un tuit exigiendo explicaciones al presidente del Senado Camilo Escalona (PS), de porqué se estaban aumentando la dieta parlamentaria.
El incremento había sido gestionado por todos los comités del senado al Consejo Resolutivo de Asignaciones Parlamentarias, organismo que apoyó el aumento explicando que los senadores representan circunscripciones mucho más amplias que los distritos de los diputados. Sin embargo, esa petición había sido realizada por la mesa que antecedió a Girardi. Cabe destacar que el Consejo Resolutivo de Asignaciones, junto al Comité de Auditoría Parlamentaria, fue creado por la modificación -en julio de 2010- de la Ley Orgánica Constitucional del Congreso Nacional con el objetivo de terminar con una serie de irregularidades en el gasto de las asignaciones cometidas por algunos diputados en 2009. Así el Consejo estableció que el Senado como institución, y no los parlamentarios de manera individual, estaría a cargo de pagar los gastos operacionales –asesores, arriendos, secretarias, sedes, etc.- con el fin de evitar un uso distinto a esos recursos como había ocurrido con anterioridad. Pese a que los nuevos recursos estaban contemplados en la Ley de Presupuestos presentado por el Ejecutivo a solicitud de ambas Cámaras y luego aprobados por el Congreso Nacional, los cuestionamientos de la opinión pública llevaron a varios parlamentarios, entre ellos el diputado René Saffirio (DC) a calificar los hechos como una «provocación a la ciudadanía» produciéndose una fuerte controversia entre ambas cámaras.

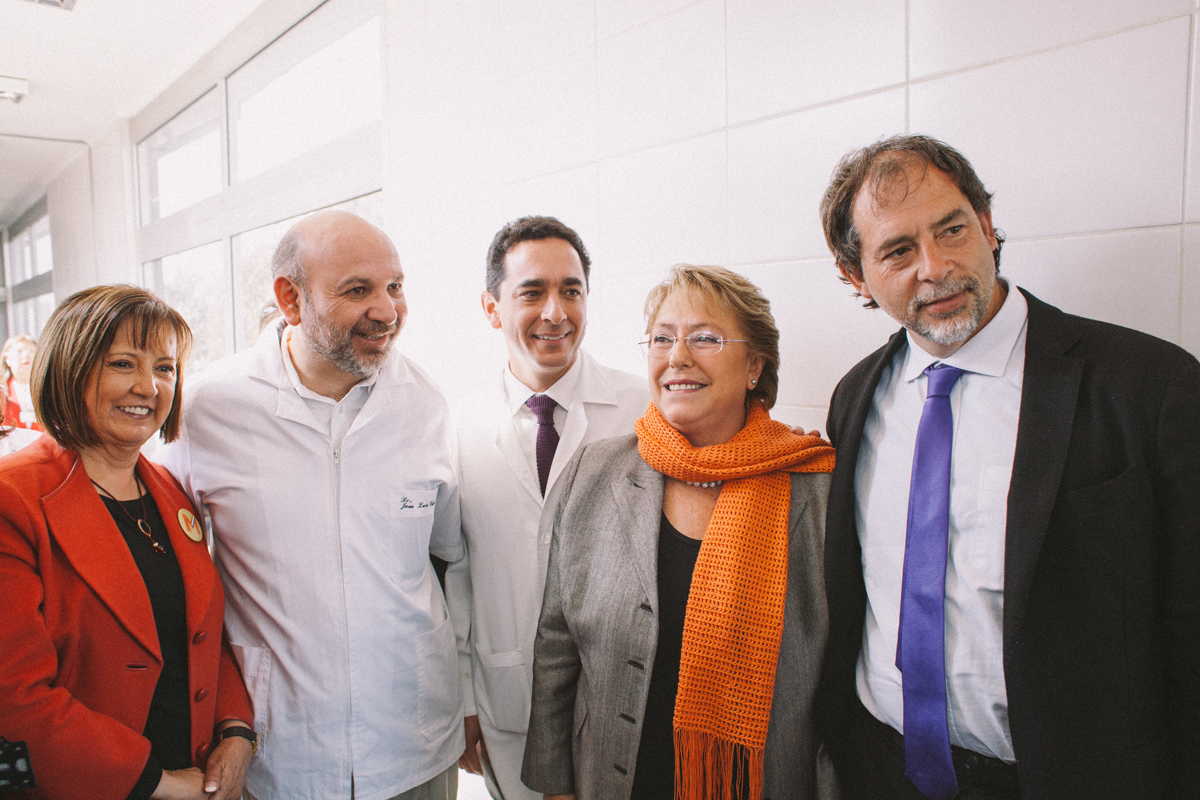
Girardi acompañando a la entonces candidata a la presidencia, Michelle Bachelet, en el CESFAM Amador Neghme de la comuna de Pedro Aguirre Cerda, mientras realizada anuncios de programas de salud.

El 24 de junio de 2012, Andrés Velasco – ex ministro de Hacienda del primer gobierno de Michelle Bachelet  y precandidato presidencial- acusó al senador Girardi de «no ser el líder de la izquierda como se le sindica, sino del clientelismo y las malas prácticas» y narró que le había dado doce nombres para poner en cargos públicos, a cambio de respaldar los proyectos de Hacienda, añadiendo: «revisen la lista, no apoyó prácticamente ningún proyecto de Hacienda». Ante esta denuncia se alzaron voces divididas. Las declaraciones fueron apoyadas por Pedro García Aspillaga, exministro de Salud del gobierno de Ricardo Lagos,
 el ex Superintendente de Isapres, Manuel Inostroza, y por Evelyn Matthei. En tanto los exministros de Salud, María Soledad Barría y Álvaro Erazo, desestimaron las acusaciones y cuestionaron que Velasco no hubiese actuado en ese momento, atribuyendo las declaraciones a una forma de conseguir publicidad fácil de cara a las primarias presidenciales de 2013.
Girardi, quien preparaba la reelección, dijo que todo era absolutamente falso, lo emplazó a mostrar la lista, aseguró que en los cuatro años de Bachelet  aprobó «el 73% de los proyectos de Hacienda» y que votó en contra de «sus políticas neoliberales» a las cuales responsabilizó de la derrota de la Concertación en las elecciones presidenciales del 2010.
La denuncia de Velasco -calificada como «una audaz maniobra de posicionamiento»- fue apoyada por el oficialismo, la DC y sectores del PS partidarios de ampliar la Concertación hacia el centro y la derecha, y rechazada por el sector –que lideraba Girardi- que buscaba crecer hacia la izquierda e incluir al PC y Marco Enríquez Ominami (PRO).

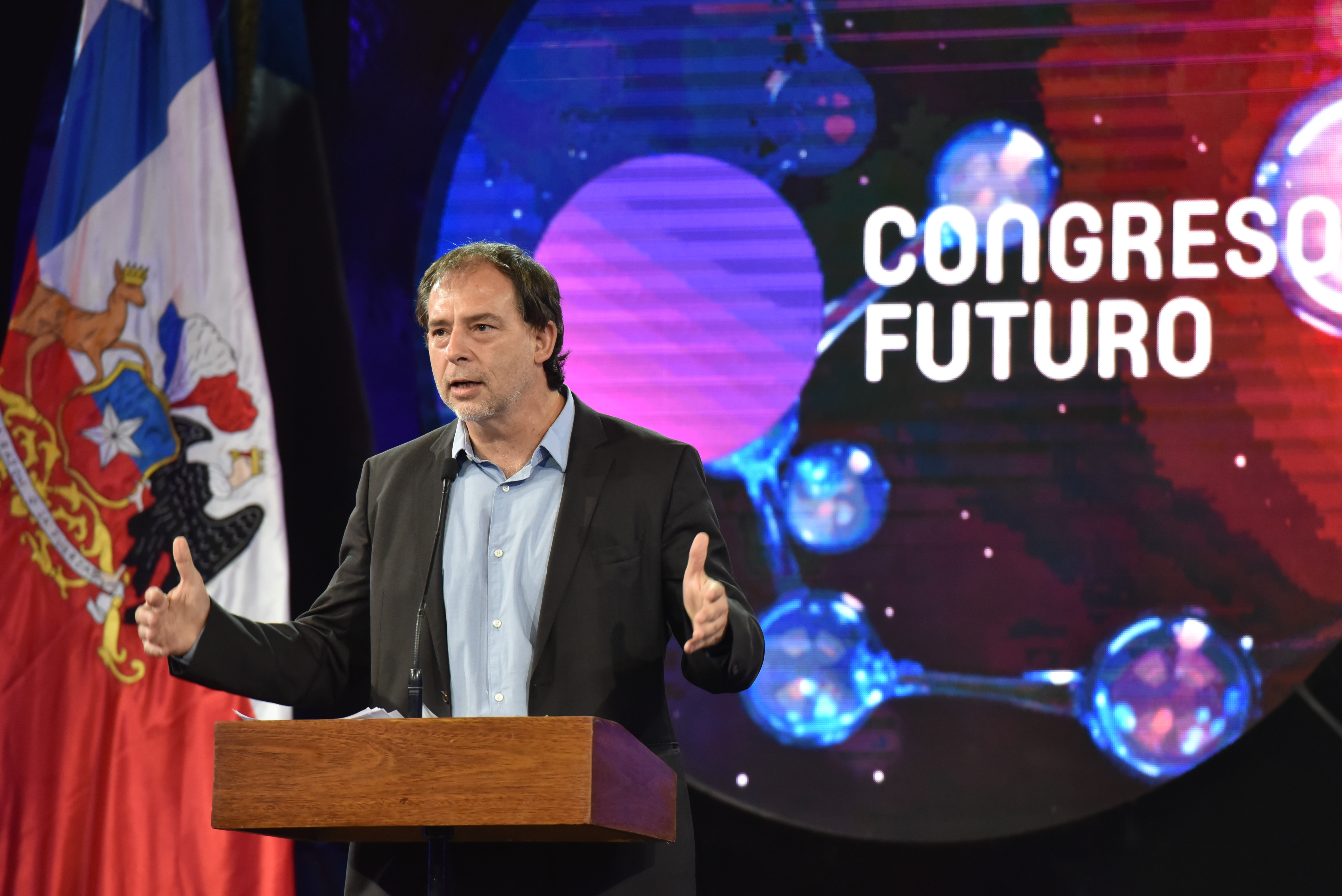
Senador Girardi en la inauguración del Congreso Futuro 2018.

En el contexto de las celebraciones oficiales del bicentenario del Congreso Nacional, realizadas el año 2011, se anunciaron diversas actividades a realizar durante el segundo semestre.
Entre tales eventos destacó el seminario internacional «Congreso del Futuro», que fue realizado entre los días 30 de noviembre y 3 de diciembre de ese año. La organización estuvo a cargo principalmente del Congreso Nacional, destacando la participación del entonces presidente del Senado, Guido Girardi, el presidente de la Cámara de Diputados, Patricio Melero (UDI), y de un comité colaborador conformado, entre otros, por los presidentes de la Comisión Nacional de Investigación Científica y Tecnológica y de la Academia Chilena de Ciencias Sociales Políticas y Morales, José Miguel Aguilera y José Luis Cea. Durante la segunda jornada del evento, los expositores recibieron la medalla Bicentenario. Al seminario asistieron más de 1000 personas.
El evento ha continuado creciendo desde entonces, logrando ser reconocido a nivel internacional como una de las actividades de difusión científica más importantes en el hemisferio sur del planeta.
El 21 de marzo de 2017 asumió la vicepresidencia del senado. Su periodo finalizó el 10 de marzo del año siguiente.
Debido a la ley sobre composición nutricional de los alimentos y su publicidad, en el año 2019 el senador Girardi recibió el galardón Jacques Diouf por su «importante contribución a la seguridad alimentaria mundial». Ese mismo año también recibió el premio Ciencia de la Paz, otorgado por la Fundación InterAmericana del Corazón. En esta misma línea, en octubre del mismo año junto con el Premio Nacional de Ciencias Aplicadas y Tecnológicas, Ricardo Uauy, recibió un homenaje por parte de la Universidad de Chile.

### Década de 2020
Antes de que se aprobara la ley que limita la reelección de parlamentarios y otras autoridades en junio de 2020, y dentro de la discusión sobre esta ley, el 28 de mayo del mismo año, anunció que no repostulará al cargo de senador durante las elecciones parlamentarias de 2021.
A finales de junio de 2021, él presentó un proyecto de acuerdo en el Senado por el ingreso entre los años 1984 y 1989 de 20 mil toneladas de lodos con concentraciones tóxicas de plomo y arsénico procedentes desde Suecia por la empresa Boliden AB y depositados sin tratamiento al este de la ciudad de Arica, estos residuos han sido causa de enfermedades en la población que habita en las cercanías. El proyecto de acuerdo buscó que el presidente Sebastián Piñera solicitara al gobierno sueco que repatrie todos los residuos tóxicos que fueron ingresados al país de manera ilegal y violando tratados internacionales.
El 11 de marzo de 2022 dejó su cargo como senador, siendo su último evento público la presentación del libro «Chile tiene Futuro» del Congreso Futuro y la biblioteca del Congreso Nacional.

### Vida política post-parlamento
Durante enero de 2022 Ciper publicó una nota en que señalaba que Girardi buscaba seguir en el Congreso como miembro del Consejo Resolutivo de Asignaciones; sin embargo, el señaló que descartó ser parte de este consejo debido a las incompatibilidades que le generaría por tener que seguir con compromisos relacionados con el desarrollo de la ciencia, tecnología y academia.
Durante abril ingresó como Vicepresidente Ejecutivo de la Fundación Encuentros del Futuro. esta fundación es un espacio singular en Chile y a nivel global donde se reúnen diversos actores, como universidades, la Academia Chilena de Ciencias y entidades gubernamentales, con el propósito de generar nuevas perspectivas y propuestas de políticas públicas para el Congreso, el gobierno y el sector privado. Entre las actividades que han desarrollado en conjunto con el Senado de Chile es la convocatoria de más de 600 científicos y académicos provenientes de diversas universidades chilenas y de la Academia de Ciencias que trabajan colaborando en más de 15 proyectos estratégicos para Chile, abordando temas como el Laboratorio de Inteligencia Artificial, Neuroderechos, Plataformas Digitales y Metaverso (LIANM), Salud del Futuro, Educación del Futuro, Seguridad e IA, Sistemas Alimentarios Saludables y Sostenibles, Minería Verde, Hidrógeno verde, Futuro Forestal, Política Espacial y Satelital, entre otros.
Durante el mismo mes se señaló que Girardi era la propuesta del gobierno para el cargo de Representante Regional de la FAO para América Latina y el Caribe. Sin embargo, el 4 de agosto el director de la FAO Qu Dongyu nombró al periodista uruguayo Mario Lubetkin para ese cargo.
El 25 de junio de Girardi se encontró con el presidente Gabriel Boric en el palacio de La Moneda con el fin de plantear la importancia de enfrentar los conflictos del futuro usando la evidencia científica.
En enero de 2023 fue criticado luego de que utilizara la frase «La Lista del Indulto» al momento de referirse a la idea de una única lista electoral en conjunto oficialista entre Apruebo Dignidad y Socialismo Democrático, para el proceso de elección del Consejo Constitucional.
El 16 y 17 de marzo de 2023 desarrolló en conjunto con el Senado de chile, Congreso Futuro y el LIANM el primer Seminario Internacional Oportunidades y Desafíos del Metaverso, el cual tuvo como objetivo iniciar las discusiones éticas y de políticas públicas sobre el metaverso. El mismo mes participó como panelista en el IX Congreso Internacional de la Lengua Española desarrollado en Cádiz. Junto con el LIANM, se reunieron con el Ministro Secretario General de la Presidencia, Álvaro Elizalde para presentar los desafíos de políticas públicas sobre inteligencia artificial en Chile. En julio presentó un recurso de protección ante la Corte de Apelaciones de Santiago en contra de la empresa tecnológica Emotiv por la venta del dispositivo Insight, un dispositivo que permite monitorear la actividad cerebral del usuario que sería almacenada en las bases de datos de la compañía. En agosto del mismo año, la Corte Suprema ordenó eliminar la información recogida por la empresa a través del dispositivo.
También ha trabajado en la internacionalización de Congreso Futuro. Es en mayo de 2024 que en la ciudad de Tarija, Bolivia, se desarrolla la primera actividad internacional con la marca Congreso Futuro.
En mayo de 2024 el gobierno de Chile presenta la nueva Política Nacional de Inteligencia Artificial, trabajo en el cual Girardi estuvo involucrado y ha sido impulsor de la discusión desde hace años.

## Labor parlamentaria

### Legislatura
Durante su labor como parlamentario, hasta 2020, fue autor principal de 17 leyes chilenas aprobadas, además de otros 31 proyectos de ley en discusión. Entre estas se pueden destacar la ley N.° 19.680 promulgada en 2000 que prohibió la venta de fuegos artificiales al público general y la regulación del uso de estos en espectáculos públicos. Esta ley es una respuesta a las constantes tragedias en las que niños y jóvenes resultaban con graves quemaduras corporales debido a la manipulación de estos. La ley tuvo un positivo efecto, y para 2004 disminuyeron en un 85% los casos de niños quemados.
En 2009 se aprueba la «Ley del cheque en garantía», que impide a los servicios de salud privados exigir un cheque en garantía de pago por cualquier prestación médica que reciban los pacientes. Anteriormente, en 2006, el Ministerio de Salud ya había emitido un decreto que prohibía el condicionamiento de las atenciones médicas a este tipo de exigencias, pero solo en casos de atención médica de urgencia o por padecimientos de gravedad.
Durante 2010 se promulgó la ley N.º 20.413 que «[establece] el Principio de la Donación y Recepción Universal de Órganos», la cual modifica la existente ley de donación de órganos vigente en Chile. Esta ley posteriormente recibió una modificación en 2017 con la ley N.° 20.988 que amplió la donación cruzada de órganos entre personas vivas.
En 2012 es promulgada la ley N.° 20.584 que «Regula los Derechos y Deberes que Tienen las Personas en Relación con Acciones Vinculadas a su Atención en Salud», conocida como la «ley de derechos de los pacientes».
También en 2012 se aprobó la «Ley sobre composición nutricional de los alimentos y su publicidad», conocida como «Ley de Etiquetado de Alimentos», siendo una de sus mayores particularidades obligar a la industria a incorporar iconos octagonales negros en los empaques de productos alimenticios procesados que indican si este alimento contiene azúcar, grasas saturadas, sal o calorías por sobre las recomendadas por una mesa técnica de expertos. Diversos países han manifestado su interés en la normativa chilena, considerando su contenido en el desarrollo de sus propios proyectos regulatorios en materia de etiquetado, incluyendo a Uruguay, Brasil, Ecuador, Argentina, Perú, México, los países miembros de la Comunidad del Caribe, Nicaragua, Guatemala, Panamá, El Salvador, Honduras, Israel, Canadá, Australia y Nueva Zelanda.
Para 2013, se promulgó la «Ley que Sanciona la Comercialización del Hilo curado», debido al constante número de casos que involucran heridas de gravedad causado por hebras de cordel recubierto de vidrio molido.
Debido al caso de Colusión de precios en farmacias chilenas, se aprobó la ley que «Reforma Código Sanitario en materia de Regulación de Farmacias» también conocida como «Ley de Fármacos I».
Otra de las medidas aprobadas por ley es la de eliminó la exigencia del consentimiento de los tutores de jóvenes mayores de 14 años para que estos se puedan realizar el examen de detección de VIH, proyecto cuyo propósito es establecer una mayor flexibilidad social en la detección del virus en Chile, lo que facilita los procesos de control de la pandemia.
En 2015 es aprobado el proyecto de ley N.° 20.879 «Que Sanciona el Transporte de Desechos Hacia Vertederos Clandestinos». El proyecto modifica la actual ley del Tránsito, añadiendo multas a los transportistas de estos desechos, y le da atribuciones y responsabilidades a las Municipalidades de Chile sobre el asunto de la recolección, transporte y descarte de desechos.
Debido a la preocupación por el bienestar de los animales que ha surgido en la sociedad chilena, en 2017 se promulga la ley N.º 21.020 de 2017 «de Tenencia Responsable de Mascotas y Animales de Compañía», conocida públicamente como «Ley Cholito». Giradi fue uno de los promotores de la moción de proyecto de ley, junto con Mariano Ruiz-Esquide y Carlos Kuschel.
En función a las inquietudes internacionales procedentes desde la academia debido al avance científico de las neurotecnologías, el senador Girardi junto con el neurocientífico español Rafael Yuste —ideador de la Iniciativa BRAIN— en conjunto con otros especialistas en el tema presentaron el 7 de octubre de 2020 dos proyectos de ley que buscan establecer y proteger los neuroderechos —el primero es una reforma constitucional que busca integrar a la privacidad mental como una garantía estatal, y el segundo busca definir y proteger la integridad física y psicológica de los individuos—. El proyecto ha sido acogido positivamente por instituciones y países extranjeros; la ONU, la OCDE y la UNESCO están observando el desarrollo de este proyecto de ley, mientras que la Secretaría de Estado de Digitalización e Inteligencia Artificial de España ha presentado interés en el avance de este proyecto.

### Comisiones del congreso
Durante sus cinco periodos legislativos, Guido Girardi ha participado en varias comisiones del congreso.  De las ocho comisiones en las que ha participado durante sus siete legislaturas, Guido Girardi ha presidido las comisiones de Salud, de Medio Ambiente y Bienes Nacionales, de Recursos Naturales, Bienes Nacionales y Medio Ambiente, de Transportes y Telecomunicaciones y de Desafíos del Futuro, Ciencia, Tecnología e Innovación.
Debido a su formación profesional como médico, este ha participado de forma continua en la Comisión de Salud tanto de la cámara baja y alta del Congreso Nacional.
| Periodo legislativo                                               | C. Salud         | C. RRNN | C. CCLJ | C. RI | C. TT      | C. DDHH | C. DFCTI  | C. ME |
| ----------------------------------------------------------------- | ---------------- | ------- | ------- | ----- | ---------- | ------- | --------- | ----- |
| Legislatura 1994-1998                                             |                  | 1997    |         |       |            |         |           |       |
| Legislatura 1998-2002                                             | 2001, 2002       |         |         |       |            |         |           |       |
| Legislatura 2002-2006                                             |                  |         |         |       |            |         |           |       |
| Legislatura 2006-2010 Legislatura 2010-2014                       | 2010, 2011, 2014 |         |         |       | 2009, 2010 |         |           |       |
| Legislatura 2014-2018 Legislatura 2018-2022                       | 2015, 2017, 2018 | 2019    |         |       | 2015       |         | 2012-2020 |       |
| : Forma parte de la comisión, : Preside la comisión, Referencias: |                  |         |         |       |            |         |           |       |

### Congreso Futuro

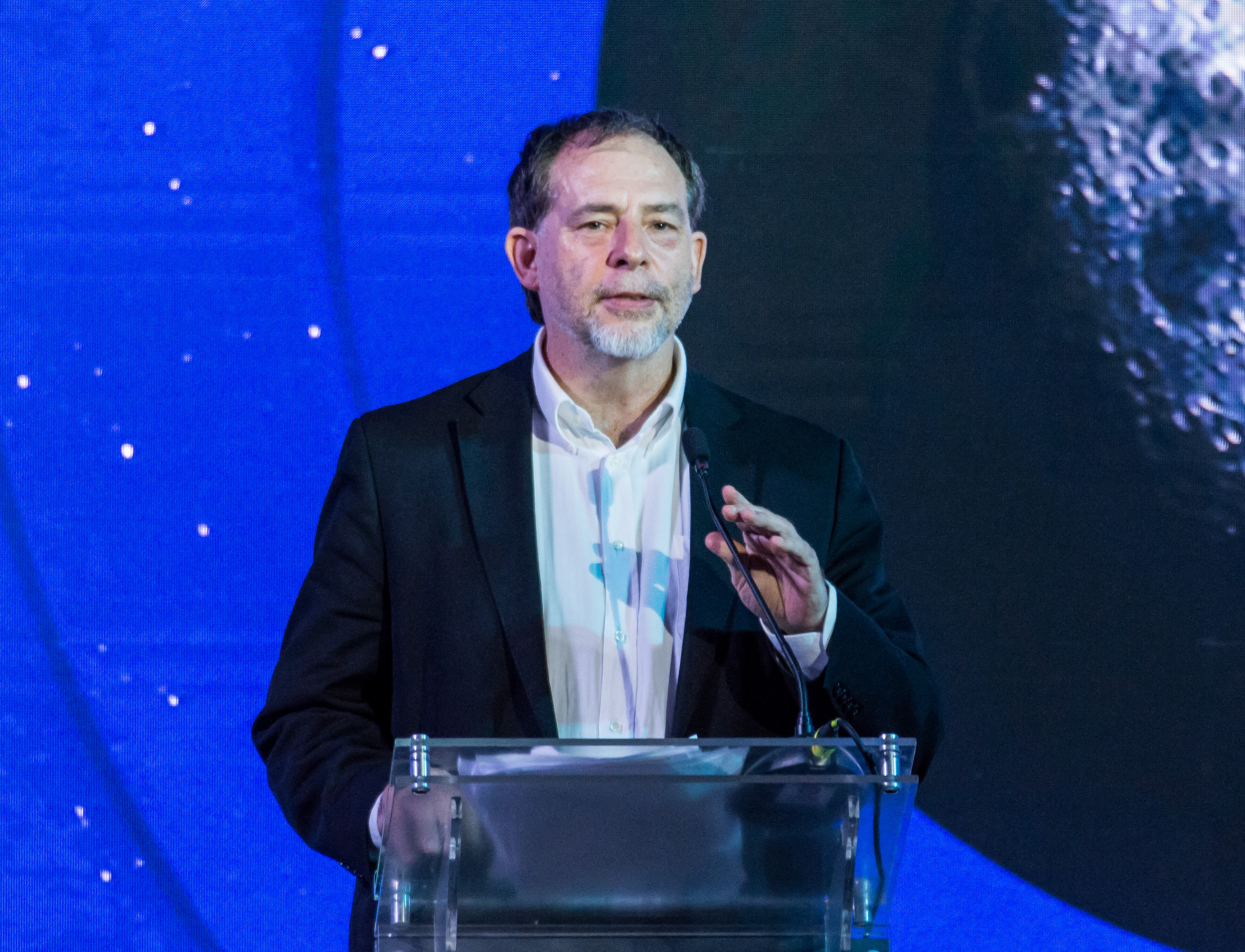
Guido Girardi en la inauguración del Congreso Futuro 2020.

El Congreso Futuro es un evento anual organizado originalmente por el Congreso Nacional y actualmente dirigido por la Fundación Encuentros del Futuro. El evento inició con sus actividades a principios de diciembre de 2011 y desde entonces se ha realizado anualmente. La primera versión fue organizada por el senador Girardi y el diputado Patricio Melero (UDI). Desde entonces, la actividad ha dado la bienvenida a premios Nobel, científicos e investigadores, filósofos, historiadores, políticos, activistas, pioneros, entre otros tipos de especialistas y conocedores. Ha contado con más de 45.000 asistentes y más de 1 millón de espectadores por servicios de Streaming.
El objetivo principal del Congreso Futuro es el de crear espacios de diálogo entre la ciencia, los tomadores de decisiones y la propia ciudadanía. Dado el impacto y recepción del Congreso Futuro dentro de la discusión científica y social chilena, el senador Girardi encabezó la organización que trabaja en la gestión y expansión de este Congreso hacia a las regiones del país, y busca también replicar el evento en el extranjero.
Actualmente el Congreso Futuro es uno de los eventos de difusión científica más grandes de América Latina.

### Ministerio de Ciencia, Tecnología, Conocimiento e Innovación
Ya en 2012 Girardi promovía dentro del Congreso la creación de un nuevo ministerio dedicado a la ciencia, tecnología e innovación. El 16 de abril de ese año firmó una declaración pública con los miembros de la Academia Chilena de Ciencias, Servet Martínez, Juan Asenjo, Miguel Kiwi, Juan Carlos Castilla, María Teresa Ruiz y Fernando Lund que proponía qué «este nuevo Ministerio [deberá] constituir una institucionalidad adecuada a los desafíos de Chile para el siglo 21 en Ciencia, Tecnología e Innovación». El 25 de enero de 2015 el Senado aprobó por unanimidad solicitar a la presidenta Michelle Bachelet la creación de un ministerio de ciencia; Girardi fue impulsor principal de dicha comunicación. Finalmente, en enero de 2017 se envío al Congreso el mensaje presidencial que crea el Ministerio de Ciencia y Tecnología. En ese entonces, el senador Girardi señaló que «es de suma importancia integrar la innovación dentro del ministerio, y que no quede únicamente este concepto como un elemento económico parte del Ministerio de Economía».
Girardi ha sido calificado como un «ferviente partidario de la creación de un ministerio en el área de la ciencia y la tecnología»; tanto así que, durante 2018, propuso como meta para Chile en 2022 tener un Producto interno bruto de un 1% dedicado a ciencia e innovación.

### Postura política
El senador posee una postura política progresista, con fuerte acento en la protección de derechos humanos de poblaciones históricamente invisibilizadas, desde la cual ha apoyado a las diversidades sexuales en Chile. Por ejemplo, ha sido impulsor de uno de los proyectos de ley que permite el matrimonio igualitario, así como políticas de identidad de género y de adopción homoparental.
En salud, ha sido promotor de proyectos de ley que defienden los derechos de los pacientes, así como precursor de leyes aprobadas que controlan la venta de productos de consumo que son dañinos para la salud a largo plazo, como son los alimentos con altas concentraciones de compuestos nocivos y el tabaco. Además apoya el aborto en cualquier causal.
Relacionado con el medio ambiente, el senador ha trabajado en proyectos que regulan y protegen el agua como bien público y ha propiciado la discusión por la ley que protege glaciares. Además ha participado en campañas de conciencia ambiental, tecnologías de energías renovables y el cambio de la matriz eléctrica en Chile. Fue uno de los fundadores y sigue siendo miembro de la Bancada verde del senado, creada en 1994 junto con los actual senador Alejandro Navarro (PS) y el exdiputado Arturo Longton (RN), entre otros. Se trata de una agrupación de senadores de un amplio espectro político que posee una postura pro-defensa del medio ambiente.
El senador Girardi es uno de los políticos que tiene una de las posturas de desarrollo tecnológico y científico más fuertes dentro del Senado. Ha sido promotor de la creación de la Comisión de Desafíos del Futuro, Ciencia, Tecnología e Innovación del Senado, además de dar el puntapié político que terminó con la creación del Ministerio de Ciencia, Tecnología, Conocimiento e Innovación. Por otra parte, ha trabajado en el cambio del modelo de desarrollo chileno, para pasar de una industria extractivista a una de desarrollo de procesamiento y producción.
En diciembre de 2020, Girardi anunció la plataforma «Chile tiene Futuro», la cual agrupa varias iniciativas en las cuales más de 200 académicos, expertos y el mundo público están trabajando de forma altruista para desarrollar políticas y programas que permitan aprovechar las oportunidades territoriales a nivel nacional.  Entre las iniciativas se encuentra los proyectos de minería verde, Hidrógeno verde, acuicultura endémica y neuroderechos.
Apoya el proceso constituyente para el cambio de la constitución de Chile.

## Conflictos políticos
Durante su carrera política, ha sido criticado y acusado públicamente a causa de su involucramiento directo como indirecto en casos de  influencia de poder. Por su carácter inteligente, táctico y reservado, así como por su vida pública y privada, y su asociación a casos judiciales políticos ha sido tildado de mafioso por personajes públicamente controversiales como Jorge Schaulsohn y Teresa Marinovic.

### Servicio de Salud del Medio Ambiente
En 1992, siendo designado director del Servicio de Salud del Medio Ambiente, realizó fiscalizaciones y aplicó sanciones ambientales a muchas industrias de Santiago. Además, logró visibilizar ante la ciudadanía el daño ambiental urbano, lo que le acarreó enemigos tanto en el gobierno como en las esferas del mundo privado; ministros y gerentes se vieron forzados a presentar medidas de mitigación debido a la presión de los propios afectados.

### Congreso de Chile
2006 y 2007 fue un periodo político agitado para el aquel entonces diputado; además de casos judiciales en los cuales fue involucrado, este señaló que existía una «animadversión» por parte de compañeros de partido político, el Partido por la Democracia (PPD), entre ellos Sergio Bitar y Pepe Auth.
En mayo de 2010 emitió críticas al actuar de la coalición Concertación de Partidos por la Democracia, que derivó en la pérdida de las elecciones presidenciales de 2009-2010. Allí señaló que el conglomerado de gobierno tuvo una visión burocrática y poco abierta a la discusión de la sociedad, lo que explica el triunfo de Sebastián Piñera. Ya en diciembre de 2010 era de conocimiento público su nominación como presidente del Senado, lo que implico que algunos políticos plantearon ponerle condiciones a Girardi. Además señaló que ocasionalmente ha tenido enemigos políticos.

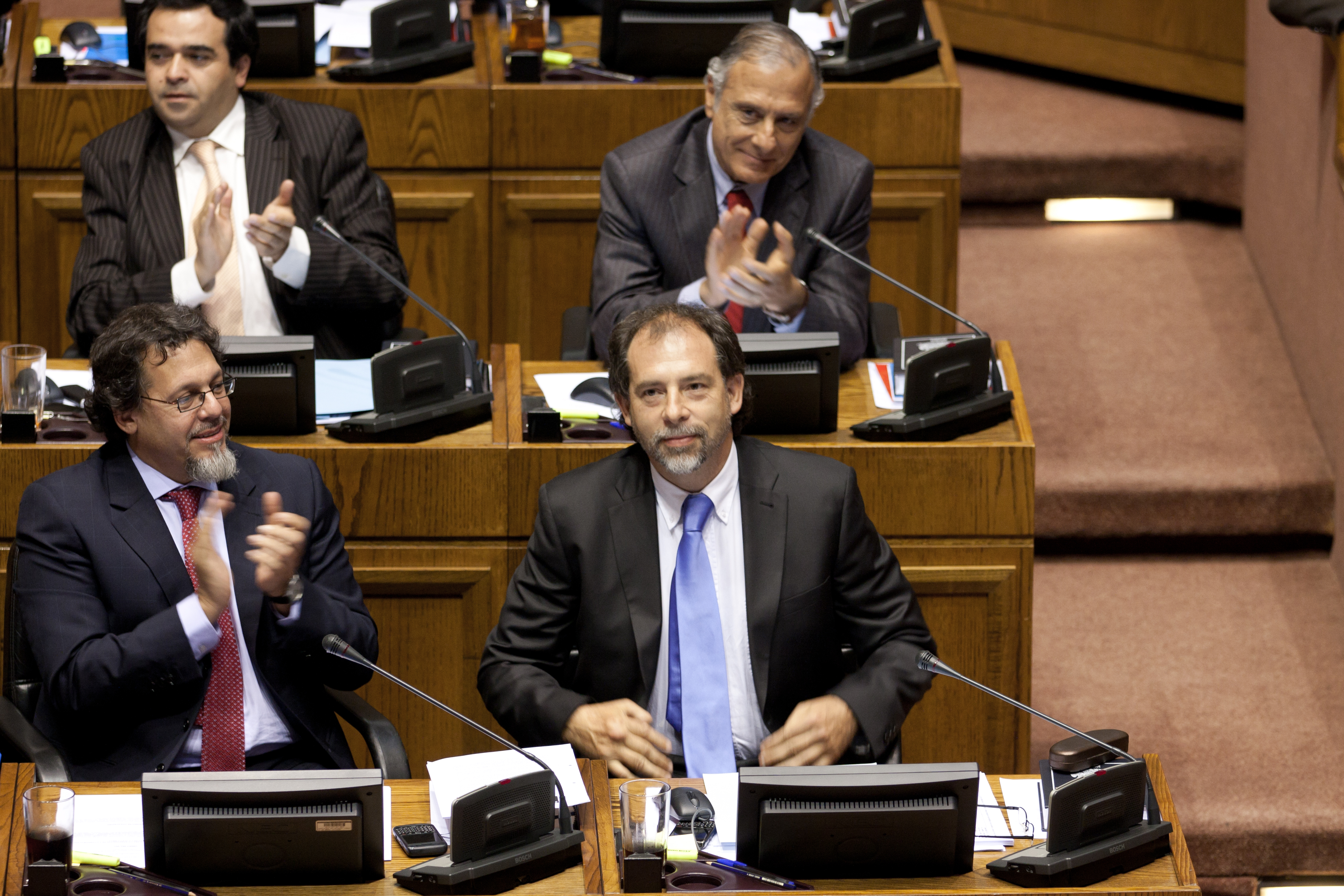
Guido Girardi como presidente electo del Senado de Chile (2011).

El 15 de marzo de 2011 asumió el puesto de presidente del Senado, función en la cual estuvo cuatro años. Una vez en el cargo, algunas figuras públicas criticaron el actuar del senador en muchos casos polémicos relacionados con su gestión política y vida pública, entre ellos Tomas Mosciatti y Andrés Zaldívar. En noviembre de 2011 se pidió una moción de censura en contra del senador por no desalojar la sala de sesiones después de que esta había sido tomada por estudiantes y grupos ecologistas. La moción, auspiciada por el oficialismo fue desechada. Girardi incluso puso su cargo de presidente del Senado a disposición si esto implicaba ir en contra de sus propios valores morales, lo que finalmente no se concretó. Los ministros de Estado Felipe Bulnes y Rodrigo Hinzpeter criticaron enérgicamente al senador debido a su postura, señalando que él no estaba a la altura del cargo.
Durante el año 2015, junto con la polémica suscitada por Andrés Velasco (Ciudadanos), también tuvo varias pugnas con diferentes grupos económicos. Entre sus opositores se encontraban las administradoras de fondos de pensiones (AFP) y las Instituciones de Salud Previsional (ISP). Fue además en este periodo de tiempo que las tabacaleras lo acusaron de no importarle los trabajadores, cuando impulsó la ley antitabaco. También fue criticado por la Sofofa, tras sus emplazamientos frente al apoyo que esa institución dio a la venta libre de comida chatarra. Incluso el gremio empresarial amenazó con no dar más fondos a la Teletón si se aprobaba tal legislación.
Ya para 2016 su estatus político comenzaba a ser sinónimo de poder político; en esas mismas fechas el diputado Pepe Auth renunciaba al PPD debido a que éste lo acusó de ser el «socio controlador» del partido. Además otros políticos han señalado el poder social y político de este senador: Felipe Harboe dijo que «tenía un estilo controlador» y Ricardo Lagos Weber señaló que «era difícil contrarrestar su poder». Es además durante este periodo que fue acusado de cohecho por presunto lobby de farmacéuticas, a lo que respondió que la acusación era una operación en su contra por parte del mundo farmacéutico para así deslegitimar su trabajo en la ley de Fármacos I y su lucha contra los abusos de la industria. El caso posteriormente fue descartado por fiscalía por no existir evidencias que apoyaran la acusación.
En 2017 señaló que «la política chilena y sus instituciones están totalmente anacrónicas», en respuesta a la situación que enfrentó la política chilena durante las elecciones presidenciales de ese año. A finales de abril, fue increpado e insultado por un empresario chileno en un vuelo comercial por causa de la ley de etiquetado de alimentos, que afectó a la industria de comida rápida, donde el empresario tenía actividad económica. Posteriormente el PPD y el Senado lo respaldaron después del ataque.
En 2018 el diario La Tercera publicó un reportaje indicando que el Girardi había perdido influencia dentro del PPD, posterior a la campaña y elección de la presidencia del partido político. Las tensiones dentro del PPD crecieron de tal forma, que en 2020 varios medios señalaron la existencia de una tensión entre él y el senador Felipe Harboe, debido a discrepancias en las formas de hacer política, siendo el primero claro opositor a los gobiernos oficialistas, mientras que Harboe ha tenido una línea de trabajo más cercana al poder ejecutivo. La relación entre estos dos senadores ha sido clasificada como «luchas de poder» y «dos históricos con mucho ego».

### Relación con la derecha chilena
El senador Girardi ha mostrado una clara postura en contra de la visión económica y social presentada por los partidos políticos de la derecha en Chile, incluyendo la influencia de los intereses de los poderes fácticos chilenos.
En 2014 el senador acusó a este sector político de estar orquestando una campaña del terror para bloquear el programa de gobierno de la presidenta Michelle Bachelet que realizaba modificaciones en salud, educación y previsión. En 2020 nuevamente acusó a la derecha chilena de estar mintiendo en su argumentación para votar en contra de la reforma constitucional que modifica la propiedad y el uso del agua en Chile. La polémica se suscitó a propósito del concepto de «bien de uso público» del agua, que según la derecha ya está considerado así en el Código de Aguas, en circunstancias que el senador Girardi demostró que la actual Constitución señala que el agua puede ser tratada como un bien de derecho privado.

## Condecoraciones
- Orden al Mérito de la República Italiana, Gran Oficial ( Italia, 9 de octubre de 2007).[227]
- Gran Cruz de la Orden del Mérito Civil ( España, 4 de marzo de 2011).[228]

## Historial electoral

### Elecciones parlamentarias de 1989
- Elecciones parlamentarias de 1989, candidato a diputado por el distrito 23 (Las Condes, Lo Barnechea y Vitacura)[32]

### Elecciones parlamentarias de 1993
- Elecciones parlamentarias de 1993, candidato a diputado por el distrito 18 (Cerro Navia, Lo Prado y Quinta Normal)[32]

### Elecciones parlamentarias de 1997
- Elecciones parlamentarias de 1997, candidato a diputado por el distrito 18 (Cerro Navia, Lo Prado y Quinta Normal)[32]

### Elecciones parlamentarias de 2001
- Elecciones Parlamentarias de 2001, candidato a diputado por el sistrito 18 (Cerro Navia, Lo Prado y Quinta Normal)[32]

### Elecciones parlamentarias de 2005
- Elecciones parlamentarias de 2005, candidato a senador por la Circunscripción 7 (Santiago Poniente)[32]

### Elecciones parlamentarias de 2013
- Elecciones parlamentarias de 2013, candidato a senador por la Circunscripción 7 (Santiago Poniente)[32]

## Publicaciones

### Publicaciones científicas
- Silva Rojas, Patricio; Alvarado Muñoz, Rubén; Palavecino Silva, Luis; Sandoval Hidalgo, Lorena; Quevedo Ricardi, Fernando; Girardi Lavín, Guido; Aranda Chacon, Waldo (1988). «Conocimientos sobre sexualidad en estudiantes universitarios». Cuad. méd.-soc. (Santiago de Chile): 11-8. Consultado el 21 de agosto de 2022.
- Lavín Girardi, Guido; Ruiz Esquide, Mariano (2007). «Editorial - Salud Publica: el mayor patrimonio de Chile». Cuadernos médico-sociales. 47 (4): 219. ISSN 0716-1336. OCLC 191937080. Archivado desde el original el 11 de julio de 2011. Consultado el 21 de agosto de 2022.

### Libros
- Girardi, Guido, ed. (2022). Chile tiene futuro desde sus Territorios. Santiago de Chile: Biblioteca del Congreso Nacional. p. 544. ISBN 9789567629558.
- Girardi Lavín, Guido; Pizarro, Tito; Rodríguez, Lorena; Uauy, Ricardo (2021). «Ley de etiquetado: la salud por sobre el negocio». Consultado el 21 de agosto de 2022.

### Capítulos de libros
- Girardi, Guido (2021). «El Congreso Futuro».  En González, Miguel Ángel; Oyarce, Pedro, eds. Ciencia, Conocimiento, Tecnología e Innovación  Nuevos mapas para la Diplomacia 1. Academia Diplomática de Chile. Consultado el 20 de agosto de 2022.
- Girardi Lavín, Guido (26 de agosto de 2021). «La Ley chilena de etiquetado nutricional: un primer paso contra una pandemia silenciada».  En FAO, ed. Sistemas alimentarios en América Latina y el Caribe. FAO y CIDES. ISBN 978-92-5-134646-4. doi:10.4060/cb5441es. Consultado el 21 de agosto de 2022.